# Ibrâhîm Peçevî

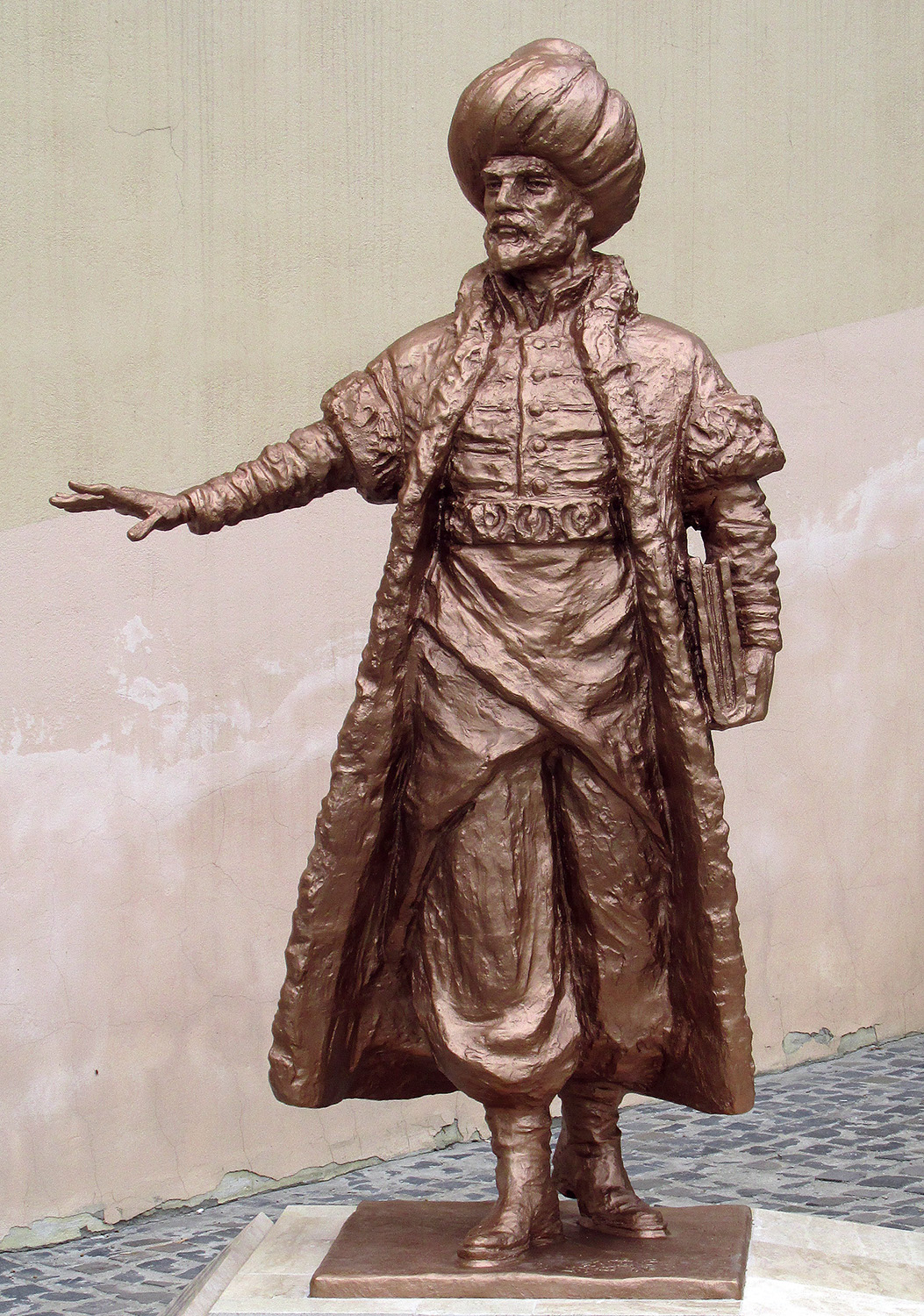
Statue des Ibrahim Petschewi in Pécs

Ibrâhîm Peçevî (auch Peçuyî, * 1574; † ~1649) entstammte einer bosnischen Lehensträgerfamilie und lebte in Pécs (Ungarn). Er zählt zu den wichtigen osmanischen Historiographen des 17. Jahrhunderts.

## Leben und Werk
Während seines ganzen Lebens sammelte er nach eigenen Worten alles, was mit Geschichte zu tun hatte. Auch besichtigte er Schlachtfelder und sprach mit osmanischen Veteranen. Seine Chronik Ta'rîh-i Peçevî, enthält unter anderem Übersetzungen aus den Schriften der ungarischen Autoren Heltai Gáspár (etwa 1520–1574) und Istvánfy Miklós (latinisiert: Nicolaus Isthvanfi, etwa 1538–1615). Er verwendete als einer der ersten osmanischen Geschichtsschreiber auch christliche, das heißt ungarische (in Latein verfasste) Quellen, die er allerdings stark kürzte. Erstaunlich ist, dass er die Übersetzungen trotzdem so textkorrekt vornahm, dass die Pronomina „wir“ und „unser“ wie im lateinischen Original ausschließlich auf die Christen bezogen werden (z. B. Ta'rîh S. 147, Z. 3: [...] cûn bizüm caskerimiz [...], dt. „[...] als unsere Soldaten [...]“, damit sind die Verteidiger Wiens gemeint)!
Diese zweibändige Chronik wurde erstmals um 1865 in Istanbul gedruckt. Er schreibt darin über die Schlacht bei Mohács (1526), die Erste Wiener Türkenbelagerung (1529), aber auch über Buchdruckerwesen und Schießpulver im Abendland sowie die Vita des Heiligen Gerhard (Gellért) von Csanád. Von den dem Druck zugrundeliegenden Handschriften ist laut Markus Köhbach die Es'ad Efendi Nr. 2094 in der Süleymaniye Kütüphanesi (Bibliothek) die vollständigste.
“[…] da wir die meisten der Chroniken in türkischer Sprache […] gesehen haben, fiel (uns) schließlich ein: Wie haben die Ungläubigen in ihren eigenen Chroniken die wohlgefälligen Kriegszüge des seligen Padischah (d.i. Sultan Süleyman I.) niedergeschrieben?”